# Fabrizio Clerici

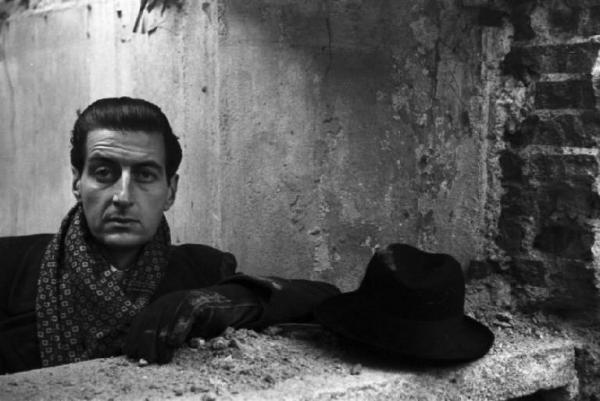
Fabrizio Clerici, 1946

Fabrizio Clerici (* 15. Mai 1913 in Mailand; † 9. Juni 1993 in Rom) war ein italienischer Architekt und phantastisch-surrealistischer Zeichner, Grafiker, Maler und Bühnenbildner.

## Leben
Clerici wurde in Mailand als Sohn einer alteingesessenen großbürgerlichen Familie geboren, die im Jahr 1920 nach Rom umzog. Er besuchte von 1922 bis 1928 das von Jesuiten geführte Collegio Massimo, danach schrieb er sich am Liceo Artistico an der Accademia di Belle Arti in Rom ein, das er bis 1931 besuchte. 1932 begann er an der Scuola Superiore di Architettura in Rom das Architekturstudium, das er 1937 abschloss. In Rom lernte er den Schriftsteller und Maler Alberto Savino kennen, den Bruder von Giorgio de Chirico. Marcello Piacentini holte ihn als Mitarbeiter zum Bau des Justizpalastes in Mailand.
In Mailand begegnete Clerici persönlich Giorgio de Chirico, der ihn veranlasste, seine künstlerische Tätigkeit als Zeichner aufzunehmen und auszubauen. Ab 1938 bis zum Ende des Zweiten Weltkrieges 1945 diente er beim italienischen Militär. 1941 wurden seine ersten Illustrationen veröffentlicht, 1943 fanden in Mailand und Rom seine ersten Ausstellungen statt. 1944 lernte er in Rom die Malerin Leonor Fini kennen, in deren Atelier er mit dem Maler Stanislao Lepri häufig zu Gast war.
1947 entwarf er für das Teatro Nuovo in Mailand seine ersten Bühnenbilder. 1949 ließ er sich endgültig in Rom nieder, wo er den deutschen Zeichner und Maler Fabius von Gugel anlässlich einer Ausstellung von dessen Werken kennenlernte. Er engagierte Gugel für die Gestaltung von Innenräumen und empfahl ihn für den Entwurf von Bühnenbildern für Opernaufführungen in Rom. In den Jahren 1952 und 1953 unternahm er ausgedehnte Reisen nach Sizilien, Libyen, Ägypten, Jordanien und in die Türkei, da er schon seit seiner Kindheit von den alten orientalischen Hochkulturen, ganz besonders von der ägyptischen, fasziniert war, was auch in seinem Werk Niederschlag fand. Ein Reisegefährte Clericis, Vincenzo Consolo veröffentlichte 1987 den Roman Retablo, der Eindrücke von der gemeinsamen Sizilienreise verarbeitet.
Nach der Rückkehr von den Reisen in den vorderen Orient begann Clerici mit der Tafelmalerei, nachdem er vorher fast ausschließlich Zeichnungen schuf. In den 1950er, 60er und 70er Jahren war er auf dem Zenit seines Schaffens; seine Werke wurden in vielen Ausstellungen, vor allem in Italien, aber auch in ganz Europa und in Übersee gezeigt. 1981 erlitt er einen Herzinfarkt, von dem er sich, allerdings langsam, wieder erholte. 1985 erhielt er in Rom den Preis Alcide de Casperi für Malerei, 1986 wurde er Präsident der Accademia di San Lucca von Rom. 1993 starb Fabrizio Clerici in Rom.
Sein Biograph Raffaele Carrieri beschrieb ihn so: „Generationenalte Müdigkeit. Ein junger Mann voller Großmut, zerbrechlich und widerstandsfähig zugleich; mit jener besonderen Widerstandsfähigkeit ausgerüstet, die man oft bei Neurotikern findet. Ein Einzelgänger mit ausgezeichneten Manieren, ruhelos und ein wenig vom Teufel besessen.“
1994 wurde das Fabrizio Clerici-Archiv gegründet, das unter Berücksichtigung der Wünsche des Meisters Clerici von seinem Lieblingsschüler Eros Renzetti kuratiert wurde.

## Werk
Der Kunsthistoriker Gustav René Hocke sah im Werk von Fabrizio Clerici manieristische Tendenzen. Zusammen mit Fabius von Gugel ordnete er Clerici  den Neomanieristen zu. Clericis Werk zeigt Einflüsse des ägyptischen Altertums ebenso wie des frühneuzeitlichen Manierismus, der grandiosen italienischen Barockkunst, des deutschen Klassizismus, des Symbolismus und der pittura metafisica der italienischen Moderne.
Wolfgang Sauré bezeichnet Clericis Werk  als in hohem Maße antinaturalistisch. In seinem zeichnerischen Werk hält er sich an die großen Vorbilder, wie Albrecht Dürer und Leonardo da Vinci. Er zitiert in seinen Bildern oft die von ihm verehrten Künstler, zum Beispiel Arnold Böcklin, dessen Toteninsel in verschiedenen Variationen immer wieder auftaucht. Seine Affinität zur Vorzeit und zum Altertum wird in seinen leeren, wüstenhaften und steinbefrachteten Landschaften deutlich. Die altägyptische Totenbarke und der Horusfalke sind Motive eines seiner letzten Bilder. Seine Ausbildung als Architekt lässt sich in seinen zahlreichen Labyrinth- und Tempeldarstellungen, die mit einer akribischen Zentralperspektive konstruiert sind, ebenso wie in seinen Innenraummotiven, ablesen.

## Werke
- Die große Beichte von Palermo (La grande confessione palermitana), um 1954, Öl auf Holz, 130 × 205 cm, Mailand, Privatsammlung
- Der römische Schlaf (Il sonno romano), 1955, Öl auf Leinwand, 90 × 150 cm, Rom, Accademia di San Luca
- Das Labyrinth (Il labirinto), 1966, Öl auf Leinwand, 50 × 40 cm, Rom, Privatsammlung
- Corpus Hermeticum, 1972, Öl auf Holz, 100 × 150 cm, Mailand, Privatsammlung
- Die Gegenwarten (Le presenze), 1974, Öl auf Holz, 120 × 120 cm, Bologna, Galleria Forni
- Totenstarre (Mors stupebit), 1992, Öl auf Holz, 80 × 100 cm, Rom, Privatsammlung

## Bühnenwerke
- 1947: La professione della signora Warren
- 1948: Concerto Barocco
- 1948: Orpheus
- 1949: Didone ed Enea
- 1949: Il sacrificio di Lucrezia
- 1949: Incoronazione di Poppea
- 1950: Armida
- 1951: Visione nostalgica
- 1952: Combat de Tancrède et Clorinde
- 1952: Viaggio nella luna
- 1953: La vedova scaltra
- 1953–1954: La ninfa e il pastore
- 1953: Il Maestro di musica
- 1955: Turandot
- 1957–1958: Les Chevaliers de la Table Ronde
- 1958: Orphée
- 1958: L’aigle à deux têtes
- 1958: Alcese
- 1960: Lucrezia
- 1960: Sansone e Dalila
- 1960–1961: Sogno d’una notte d’estate
- 1961: Orontea
- 1962: Turandot
- 1962: Macbeth
- 1962: Gianni Schicchi
- 1963: Alì Babà
- 1963: Die Geschöpfe des Prometheus
- 1963: Estro barbarico
- 1963: Salade
- 1964: Il Flauto Magico
- 1964: La Bibbia
- 1964: Lo Spettro della Rosa
- 1965: Didone ed Enea
- 1968: Tre passi nel delirio
- 1972: Dedalo
- 1973: Marsia
- 1981: Ifigenia in Tauride
- 1991: Pasifale

## Einzelausstellungen (Auswahl)
- 1943: Mailand, Mostra personale di Fabrizio Clerici, Galleria d’Arte Cairola
- 1943: Rom, Litografie e disegni di Fabrizio Clerici, Galleria Minima Il Babuino
- 1945: New York, Disegni di Fabrizio Clerici e acqueforti di G. Viviani, Julien Levy Gallery
- 1946: Milano, Disegni di Fabrizio Clerici, Galleria del Naviglio
- 1949: Rom, Fabrizio Clerici, Galleria dell’Obelisco
- 1950: Florenz, Pitture e disegni di Fabrizio Clerici e Stanislao Lepri, Galleria Bruzzichelli
- 1952: Paris, Fabrizio Clerici. Peintures & Dessins, Galerie Doucet
- 1955: Rom, Fabrizio Clerici, Galleria del Sagittario
- 1955: New York, Fabrizio Clerici, Sagittarius Gallery
- 1956: San Francisco, Fabrizio Clerici, California Palace of the Legion of Honour Museum
- 1956: Santa Barbara, Fabrizio Clerici, The Santa Barbara Museum of Art
- 1957: Mailand, Fabrizio Clerici dipinti e disegni, Galleria dell’Ariete
- 1957: Merano, Piccola mostra grafica Fabrizio Clerici, Kursaal
- 1959: Turin, Fabrizio Clerici, Galleria Galatea
- 1960: Rom, Fabrizio Clerici, Galleria dell’Obelisco
- 1960: Tripoli, Fabrizio Clerici, Centro Italiano di Studi
- 1961: Mailand, Fabrizio Clerici, Galleria Minima
- 1963: Mailand, Scene e costumi di Fabrizio Clerici, Galleria Attilio Colonnello
- 1963: Rom, Les Chevaliers de la Table Ronde, Centre Culturel Français
- 1963: Neapel, Les Chevaliers de la Table Ronde, Institut Français
- 1968: Venedig, Disegni di Clerici per L’“Orlando Furioso”, Fondazione Giorgio Cini
- 1968: Berlin, Gemälde, Gouachen, Mischtechnik, Zeichnungen und illustrierte Bücher, Galerie des XX. Jahrhunderts
- 1968: Berlin, Bühnenbilder und Kostümentwürfe, Rathauses Tempelhof
- 1969: Rom, Fabrizio Clerici, Galleria Iolas-Galatea
- 1969: Ankara (Galleria dell’Istituto Francese di Cultura), Smirne (Galleria dell’Istituto Francese di Cultura), Istanbul (Galleria dell’Accademia dell’Arte Moderna), Toiles et dessins de Fabrizio Clerici, surréaliste italien
- 1969: Bologna, Fabrizio Clerici, Galleria Forni, 25 ottobre-14 novembre
- 1970: Monaco, Clerici, Galerie R.P. Hartmann
- 1971: Rom, Fabrizio Clerici. Disegni e tempere dal * 1962 al * 1971, Galleria Aldina
- 1971: Hannover, Fabrizio Clerici, Galerie Brusberg
- 1971–1972: Stoccarda, Fabrizio Clerici Zeichnungen und Lithographien, Kunsthaus Fischinger
- 1972: Rom, Fabrizio Clerici, Galleria Giulia
- 1972: Turin, Fabrizio Clerici, Galleria Davico
- 1972: Parma, Fabrizio Clerici, Galleria della Rocchetta
- 1973: Mailand, Fabrizio Clerici, Galleria Trentadue
- 1973: Palermo, Fabrizio Clerici, Galleria La Tavolozza
- 1973: Bologna, Fabrizio Clerici, Galleria Forni
- 1974: Ferrara, Fabrizio Clerici. Disegni per l’“Orlando Furioso”, Galleria Civica d’Arte Moderna-Palazzo dei Diamanti
- 1974: Reggio Emilia, Fabrizio Clerici, Ridotto del Teatro Comunale
- 1975: Pienza, Immagini dell’“Orlando Furioso”, Palazzo Comunale
- 1975–1976: Rom, Fabrizio Clerici “Latitudine Böcklin”, Galleria Il Gabbiano
- 1977: Kiev (Museo d’Arte Occidentale), Alma Ata (Museo di Belle Arti), Mosca (Museo Püskin), Tempere e disegni di Fabrizio Clerici
- 1977: Florenz, Les Chevaliers de la Table Ronde, Istituto di Cultura Francese
- 1978: Assisi, Tavole di Fabrizio Clerici per l’“Orlando Furioso” di Ludovico Ariosto, Museo del Tesoro di San Francesco
- 1979: Rom, Variazioni Ariostesche, Galleria Cà d’Oro
- 1979: Bologna, Fabrizio Clerici. Disegni per “Il Milione” di Marco Polo, Galleria Forni
- 1979: Mailan, Disegni, acquerelli e grafiche di Fabrizio Clerici per “Il Milione” di Marco Polo, Galleria del Naviglio
- 1979: Turin, Fabrizio Clerici. Disegni per “Il Milione” di Marco Polo, Galleria Davico
- 1980: Paris, Fabrizio Clerici (Fiac 80), Grand Palais
- 1981: Palermo, Fabrizio Clerici. Disegni per “Il Milione” di Marco Polo, Galleria La Tavolozza
- 1981: Brüssel, Fabrizio Clerici, Galerie Philippe Guimiot
- 1981: Bologna, Fabrizio Clerici. I disegni per l’“Orlando Furioso”, Galleria d’Arte Moderna-Museo Civico
- 1982: Cortina d’Ampezzo, Fabrizio Clerici, Galleria d’Arte Moderna Rimoldi-Ciasa de ra Regoles
- 1982: Mailand, Variazioni Tebane su “Thamos, König in Aegypten”, Studio Steffanoni
- 1983: Rom, Disegni di Fabrizio Clerici. “alle cinque da Savinio”, Galleria Cà d’Oro
- 1983: Turin, Variazioni Tebane su “Thamos, König in Aegypten”, Galleria Davico
- 1983: Paris, Fabrizio Clerici, Grand Palais
- 1983: Cremona, Fabrizio Clerici, Palazzo del Comune
- 1983–1984: Ferrara, Fabrizio Clerici, Galleria Civica d’Arte Moderna-Palazzo dei Diamanti
- 1984: Ivrea, Fabrizio Clerici, Centro Congressi La Serra
- 1985: Ferrara, Disegni di Fabrizio Clerici, Studio d’Arte Melotti
- 1985: London, Fabrizio Clerici, Solomon Gallery
- 1985: Parma, Fabrizio Clerici, Consigli d’Arte
- 1987: Caserta, Fabrizio Clerici. Qual linea al centro, Palazzo Reale
- 1990: Rom, Fabrizio Clerici. Dipinti e disegni, Galleria Nazionale d’Arte Moderna
- 1990: Rom, Fabrizio Clerici. I disegni per l’“Orlando Furioso”, Accademia Nazionale di San Luca
- 1991: Mailand, Fabrizio Clerici al Teatro alla Scala. Bozzetti e figurini 1953–1963. Ridotto dei palchi, Teatro alla Scala
- 1994: Rom, Fabrizio Clerici. Opere inedite, Accademia Nazionale di San Luca
- 1996: Bad Frankenhausen, Fabrizio Clerici 1913–1993, Panorama Museum
- 1996: Orvieto, Fabrizio Clerici. I Corpi di Orvieto, Palazzo dei Sette
- 1998: Cesena, Fabrizio Clerici, Galleria Comunale d’Arte
- 1998: Kairo, Fabrizio Clerici. Ritorno in Egitto, Pittura e Scenografia, Akhnatoon Centro delle Arti - Zamalek
- 1998: Stoccarda, Fabrizio Clerici, Galerie Götz
- 1999: Conegliano, Fabrizio Clerici, opere 1928–1992, Palazzo Sarcinelli
- 2004: Sperlonga, Fabrizio Clerici. Dipinti e opere su carta 1959–1989, Museo Archeologico Nazionale
- 2004: Rom, Fabrizio Clerici Una retrospettiva, Complesso del Vittoriano
- 2006–2007: Pordenone, Fabrizio Clerici Opere 1938–1990, Galleria Sagittaria
- 2007: Marsala, Fabrizio Clerici Opere 1937–1992, Convento del Carmine